# Csénye
Csénye è un comune dell'Ungheria di 636 abitanti (dati 2001). È situato nella contea di Vas.